# Firmo de Castro
Firmo Fernandes de Castro (Fortaleza, 18 de janeiro de 1944) é um economista e professor brasileiro com atuação política no Ceará.

## Dados biográficos
Filho de Josué Viana de Castro e Maria Fernandes de Castro. Formado em Economia pela Universidade Federal do Ceará em 1969, foi professor assistente da instituição e trabalhou no Banco do Nordeste assessorando o mesmo em São Paulo. Ocupou cargos de direção na Superintendência de Desenvolvimento do Nordeste durante quatro anos em Recife a partir de 1975 até ser nomeado secretário de Indústria e Comércio nos governos Virgílio Távora e Manuel de Castro. Conselheiro do Instituto Euvaldo Lodi, foi secretário de Fazenda no governo Gonzaga Mota.
Eleito deputado federal pelo PMDB em 1986, ajudou a elaborar a Constituição de 1988 e dois anos mais tarde migrou para o PSDB ficando na suplência em 1990, sendo efetivado no último mês da legislatura quando Moroni Torgan assumiu o cargo de vice-governador do Ceará no segundo governo Tasso Jereissati. Logo depois assumiu o mandato conquistado em 1994.